# Algirdas Gudaitis
Algirdas Gudaitis (* 3. September 1951 in Jurbarkas) ist ein litauischer Politiker.

## Leben
1975 absolvierte er das Diplomstudium der Mechanik am Kauno politechnikos institutas.
Er arbeitete bei UAB „Vilkijos gija“ und bei UAB „Ogiseta“ als Produktionsleiter. Von 2007 bis 2008 war er Bürgermeister und von 2009 bis 2010 stellv. Bürgermeister der Rajongemeinde Jurbarkas. Seit 2010 ist er Gehilfe von Remigijus Žemaitaitis.
Ab 2001 war er Mitglied der Liberalų demokratų partija, ab 2006 der Tvarka ir teisingumas.

## Quelle
- 2008 m. Lietuvos Respublikos Seimo rinkimai - Partija Tvarka ir teisingumas - Iškelti kandidatai (Memento vom 8. Februar 2014 im Internet Archive)

| Personendaten    | Personendaten         |
| ---------------- | --------------------- |
| NAME             | Gudaitis, Algirdas    |
| KURZBESCHREIBUNG | litauischer Politiker |
| GEBURTSDATUM     | 3. September 1951     |
| GEBURTSORT       | Jurbarkas             |